# ائوجنیو دوزه
ائوجنیو دوزه (ایتالیایی: Eugenio Duse؛ ‏ ۲۴ ژانویهٔ ۱۸۸۹ – ۲۴ نوامبر ۱۹۶۹) بازیگر اهل ایتالیا بود.
از فیلم‌ها یا برنامه‌های تلویزیونی که وی در آن نقش داشته‌است می‌توان به جوزپه وردی و زن زناکار اشاره کرد.